# Staverton (Northamptonshire)
Pour les articles homonymes, voir Staverton.
Staverton est une paroisse civile et un village du Northamptonshire, en Angleterre.